# The Gypsy Trail (film 1915)
The Gypsy Trail (o Gone to the Dogs) è un cortometraggio muto del 1915 diretto da Harry Handworth.

## Produzione
Il film fu prodotto dalla Vitagraph Company of America.

## Distribuzione
Distribuito dalla General Film Company, il film - un cortometraggio in due bobine - uscì nelle sale cinematografiche statunitensi il 16 novembre 1915.